# Coundon
Coundon är en by i kommunen Durham i grevskapet Durham i England. Byn är belägen 13,8 km 
från Durham. Orten har 3 386 invånare (2015).